# Новосёловский сельсовет (Виноградовский район)
Новосёловский сельсовет — упразднённая административно-территориальная единица, существовавшая на территории Московской губернии и Московской области до 1939 года.
Новосёловский сельсовет был образован в первые годы советской власти. По данным 1919 года он входил в состав Усмерской волости Бронницкого уезда Московской губернии.
В 1923 году Новосёловский с/с был упразднён, но в 1927 году восстановлен.
В 1929 году Новосёловский с/с был отнесён к Ашитковскому району Коломенского округа Московской области.
31 августа 1930 года Ашитковский район был переименован в Виноградовский.
17 июля 1939 года Новосёловский с/с был упразднён. При этом его единственный населённый пункт (Новосёлово) был передан в состав Левычинского с/с.